# Gare de Brazzaville
La gare de Brazzaville est une gare ferroviaire congolaise de la ligne de Pointe-Noire à Brazzaville. Elle constitue avec la gare de Pointe-Noire, l'un des deux terminus de cette ligne au bord du Stanley Pool.
Elle est située près de la basilique Sainte-Anne-du-Congo et du stade Félix-Éboué.

## Situation ferroviaire
La gare de Brazzaville est située au point kilométrique (PK) 515 de la ligne du Chemin de fer Congo-Océan reliant Pointe-Noire la capitale économique, à Brazzaville, la capitale politique du Congo. Cette ligne est longue de 515 km.

## Histoire
L'édifice original construit vers 1930 dans l'arrondissement 3 Poto-Poto n'a pas l'originalité ni le charme de sa consœur ponténégrine. Elle possède une architecture en béton, se rapprochant des autres gares que l'on peut voir le long du tracé du CFCO, et celle des bâtiments coloniaux de cette époque, avec arcades, balcons ajourés et toit à deux niveaux.

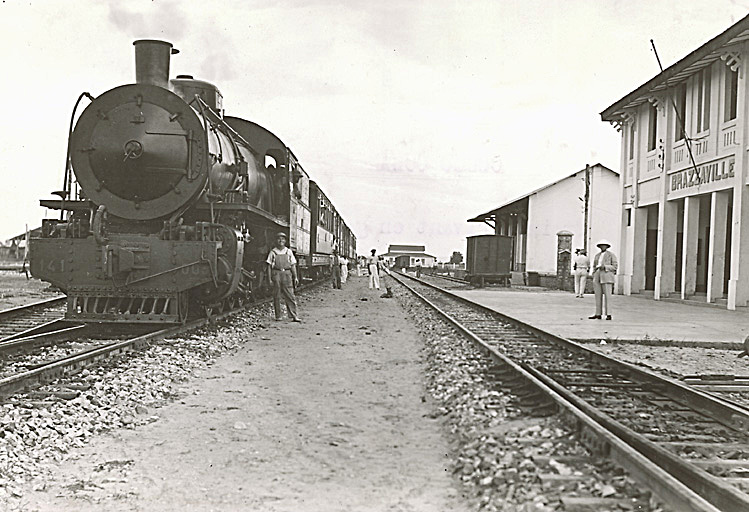
L'ancienne gare de Brazzaville en 1932.
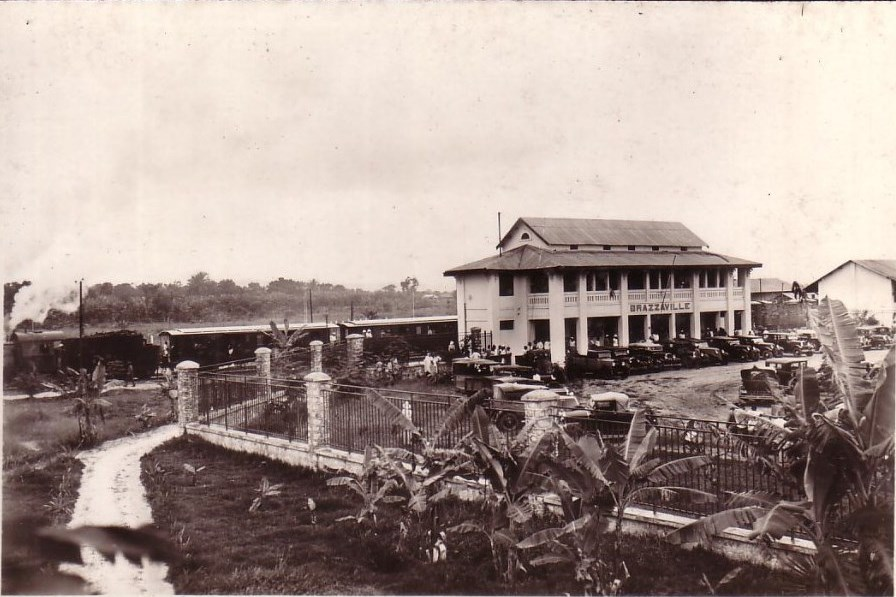
Gare de Brazzaville en 1941.

En 1962, l'édifice de style colonial est remplacé par une grande construction plus moderne. La place de la liberté qui lui fait face est ornée d'un petit square, avec des bassins en demi-lune, et d'une statue. De chaque côté, il reste deux pavillons des années 1930 qui présentent la même architecture que celle de la gare d'origine.
La statue représentant un homme debout brisant ses chaînes symbolisait le Congo accédant à la liberté, sous les traits d'un colosse fort et fier, connu sous le nom de « Ondongo très fâché ». Mais il a été depuis peu remplacé par une autre figure allégorique.
En novembre 2016, la ligne a été fermée à la suite du dynamitage du pont de Kimbedi par les Ninjas Nsiloulou, bras armé du Conseil national de résistance (CNR) du Pasteur Ntumi. Régulièrement interrompu par les guerres civiles, particulièrement virulentes dans le département du Pool, le trafic a repris depuis novembre 2018 permettant à la gare de retrouver une partie de son activité d'antan,.

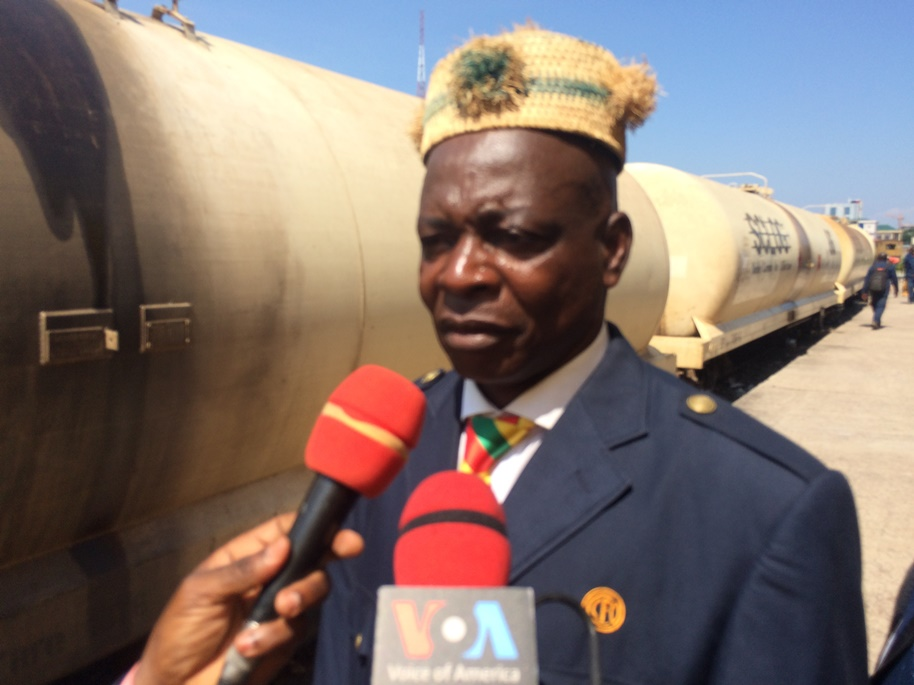
Un cheminot à la gare de Brazzaville lors de la réception du premier train, le 28 novembre 2018.

## Service des voyageurs

### Desserte
Il existe trois différents types de trains : La Gazelle, le train Bleu et le train Soleil. Toutefois, la Gazelle, ne l'est pas uniquement pour son joli nom, mais aussi parce qu’elle est plus directe et plus confortable que les autres. Les Congolais apprécient ce mode de locomotion, confortable, ponctuel et relativement bon marché. Il faut compter environ 14 000 FCFA pour un trajet en seconde classe.